# La Llosa
La Llosa è un comune spagnolo di 908 abitanti situato nella comunità autonoma Valenciana.